# Stopplaats Voorstonden
Stopplaats Voorstonden (Vsd) is een voormalige halte aan Staatslijn A tussen Arnhem en Leeuwarden. De stopplaats lag tussen de huidige stations van Zutphen en Brummen. Stopplaats Voorstonden was in gebruik van 1882 tot 1917.